# Relazioni bilaterali tra Italia e Venezuela
Le relazioni bilaterali tra Italia e Venezuela sono le relazioni diplomatiche tra Italia e Venezuela. Entrambe le nazioni godono di relazioni amichevoli, la cui importanza è incentrata sulla storia della migrazione italiana in Venezuela. Ci sono circa 140.000 italiani che vivono in Venezuela con oltre un milione di venezuelani di origine italiana totale o parziale.

## Storia
Nel 1498, l'esploratore italiano Cristoforo Colombo (al servizio della Spagna) esplorò la penisola di Paria durante il suo terzo viaggio. Dopo lo scioglimento della Gran Colombia nel 1831, il Venezuela divenne una nazione indipendente. Nel marzo 1856, il Venezuela aprì un consolato a Napoli e nel 1857 l'Italia aprì una legazione consolare nella città di Maracaibo e poi una seconda legazione consolare a La Guaira nel 1859. Nel 1861, Italia e Venezuela firmarono un "Trattato di amicizia, commercio e navigazione". Il Venezuela è stato il primo paese dell'America Latina a riconoscere il Regno d'Italia.
Alla fine della seconda guerra mondiale, migliaia di italiani lasciarono la loro patria e immigrarono in Venezuela, con la maggioranza stabilita a Caracas e Maracaibo. Diversi illustri politici venezuelani e personaggi noti sono di origini italiane.
Nel 2017 il governo venezuelano ha protestato contro la raccomandazione dell'Italia di liberare il prigioniero politico Leopoldo López. Nel marzo 2018, il Vice Ministro degli Italiani all'estero, Luigi Maria Vignali, ha fatto una visita in Venezuela per valutare la situazione di circa 140.000 cittadini italiani che vivono in Venezuela in condizioni di crisi economica. Dalla crisi, oltre 50.000 cittadini venezuelani sono immigrati in Italia, molti dei quali hanno anche la cittadinanza italiana per discendenza.
Durante la crisi presidenziale venezuelana del 2019, il governo italiano ha posto un veto-presso le istituzioni europee- contro il riconoscimento di Juan Guaidó come nuovo presidente del paese.
L'Italia, difatti, è l'unico paese Ue (con Cipro) a non aver supportato la posizione degli altri 26 stati europei. 
Il governo di Roma ha invitato le parti interessate ad indire nuove elezioni rifiutandosi,al contempo, di accettare la legittimità della presidenza di Maduro.
Nel medesimo anno il presidente americano Donald Trump ha richiesto all'Italia di mutare la propria decisione.
Non vi sono stati ulteriori cambi di rotta del governo italiano, anche a causa dell'allontanamento di Guaidó dalla scena politica venezuelana.

## Visite di stato
Visite presidenziali dall'Italia al Venezuela
- Presidente Giuseppe Saragat (1965)
- Presidente Oscar Luigi Scalfaro (1995)

Visite presidenziali dal Venezuela in Italia
- Presidente Raúl Leoni (1965)
- Presidente Carlos Andrés Pérez (1976)
- Presidente Jaime Lusinchi (1988)
- Presidente Hugo Chávez (1999, 2001, 2006)
- Presidente Nicolás Maduro (2013, 2016)

## Accordi bilaterali
Entrambe le nazioni hanno firmato diversi accordi bilaterali come un Trattato di amicizia, commercio e navigazione (1862); Accordo di cooperazione agraria (1985); Accordo di cooperazione scientifica e tecnica (1987); Accordo sulla promozione e protezione degli investimenti (1990) e un accordo per evitare la doppia tassazione e l'evasione fiscale (1990).

## Commercio
Nel 2017, gli scambi tra Italia e Venezuela sono ammontati a 300 milioni di euro. Le principali esportazioni italiane in Venezuela sono prodotti a base alimentare. Le principali esportazioni del Venezuela verso l'Italia includono benzina, cemento e coltan.

## Missioni diplomatiche residenti
- L'Italia ha un'ambasciata a Caracas e un consolato a Maracaibo.[15]
- Il Venezuela ha un'ambasciata a Roma e consolati generali a Milano e Napoli.[16]